# Rough and Rowdy Ways
Rough and Rowdy Ways är ett musikalbum av Bob Dylan, utgivet i juni 2020 på skivbolaget Columbia Records. Albumet är Dylans trettionionde studioalbum. Efter 2012 års Tempest utgav Dylan under 2010-talet tre studioalbum med sina tolkningar av amerikanska standardlåtar och med denna skiva återvänder Dylan till nyskrivna egna kompositioner för första gången sedan 2012. Skivan föregicks av att tre nya låtar tillgängliggjordes, "Murder Most Foul", "I Contain Multitudes" och "False Prophet".
Ett första tecken på att ett nytt album var att vänta var i mars 2020 då den nya kompositionen "Murder Most Foul" tillgängliggjordes. Dylan förklarade den med att det var "en låt vi spelade in för ett tag sedan, som ni kanske finner intressant", och passade samtidigt på att tacka för sina fans lojalitet under årens lopp.
På webbsidan Metacritic har albumet ett samlat betyg på 95/100 vilket enligt sidans betygssystem indikerar "universellt erkännande".

## Låtlista
(alla låtar komponerade av Bob Dylan)
1. "I Contain Multitudes" – 4:36
2. "False Prophet" – 6:00
3. "My Own Version Of You" – 6:41
4. "I've Made Up My Mind To Give Myself To You" – 6:32
5. "Black Rider" – 4:12
6. "Goodbye Jimmy Reed" – 4:13
7. "Mother Of Muses" – 4:29
8. "Crossing The Rubicon" – 7:22
9. "Key West (Philosopher Pirate)" – 9:34
10. "Murder Most Foul" – 16:54

## Listplaceringar
| Lista (2020)   | Position              |
| -------------- | --------------------- |
| Australien     | 2                     |
| Danmark        | 3                     |
| Finland        | 14                    |
| Frankrike      | 4                     |
| Irland         | 1                     |
| Italien        | 4                     |
| Nederländerna  | 1                     |
| Norge          | 1 (VG-lista)          |
| Nya Zeeland    | 1                     |
| Portugal       | 1                     |
| Schweiz        | 1                     |
| Spanien        | 5                     |
| Storbritannien | 1 (UK Albums Chart)   |
| Sverige        | 3 (Sverigetopplistan) |
| Tyskland       | 1                     |
| USA            | 2 (Billboard 200)     |
| Österrike      | 1                     |